# Kay Williamson
Kay Williamson, née le 26 janvier 1935 à Hereford (Royaume-Uni) et morte le 3 janvier 2005 au Brésil, née Ruth Margaret Williamson, est une linguiste spécialisée dans l'étude des langues du continent africain, en particulier celles parlées dans le delta du Niger, au Nigéria où elle a vécu près d'un demi-siècle.

## Biographie
Kay Williamson est l'aînée de six enfants. Elle étudie à l'université d'Oxford (St Hilda's College) et à l'université Yale, dont elle devient docteure en linguistique en 1964 ; sa thèse porte sur la grammaire du dialecte kokoluma de la langue izon . Elle enseigne pendant la grande partie de sa carrière dans des universités nigérianes : à l'université d'Ibadan, où elle devient professeure en 1972 puis chef de département en 1975, ainsi qu'à l'université de Port Harcourt de 1977 jusqu'à sa retraite en 2000.
Ses travaux incluent notamment des dictionnaires ijo et igbo et un grand nombre d'articles portant principalement sur les langues bénoué-congolaises. Elle a préparé la maquette de l'alphabet pan-nigérian, retouchée par la suite.

## Principales publications
- Williamson, Kay, A grammar of the Kolokuma dialect of Ịjọ (West African Language Monographs, 2), Londres, Cambridge University Press, 1965, réédité en 1969 et 2011  (ISBN 0521175267)
- Williamson, Kay et Kiyoshi Shimizu (éd.), Benue-Congo comparative wordlist: Volume I, Ibadan: West African Linguistic Society, 1968
- Williamson, Kay, "The Benue-Congo languages and Ịjọ", dans T. A. Sebeok (éd.), Current Trends in Linguistics, vol. 7, 1971, 245-306.
- Williamson, Kay (éd.), Igbo-English dictionary, Benin City, Ethiope Publishing Corporation, 1972
- Williamson, Kay (éd.), Benue-Congo comparative wordlist: Volume II, Ibadan, West African Linguistic Society, 1973
- Williamson, Kay, "Small languages in primary education: the Rivers Readers Project as a case history", African Languages/Langues Africaines, 5:2, 1979, 95-l05.
- Williamson, Kay (éd.), Orthographies of Nigerian languages: Manual II, Lagos: National Language Centre, Nigerian Federal Ministry of Education, 1983
- Williamson, Kay et A. O. Timitimi (éd.), Short Ịzọn-English dictionary, Delta Series No. 3., Port Harcourt, University of Port Harcourt Press, 1983,  (ISBN 978-2321-09-5),  (ISBN 978-978-2321-09-1)
- Williamson, Kay, Practical orthography in Nigeria, Ibadan, Heinemann Educational Books, 1984
- Williamson, Kay, "Niger-Congo Overview", dans John Bendor-Samuel (en) (éd.), The Niger-Congo languages, University Press of America, 1989,  (ISBN 0819173754), p. 3-45
- Williamson, Kay, "Benue-Congo Overview", dans John Bendor-Samuel (éd.), The Niger-Congo languages, University Press of America, 1989,  (ISBN 0819173754), p. 246-274
- Williamson, Kay et Roger Blench (en), "Niger-Congo", dans B. Heine and D. Nurse (éd.), African languages: an introduction, Cambridge University Press, 2000,  (ISBN 0521661781), ch. 2, p. 11-42